# Lew Soloff
Lew Soloff (20. února 1944 Brooklyn – 8. března 2015 tamtéž) byl americký jazzový trumpetista, skladatel a herec.

## Život
Narodil se v Brooklynu a vyrůstal v Lakewoodu v New Jersey. V dětství hrál na klavír, od deseti let pak na trubku. Studoval na Eastmanově škole hudby a na Juilliardově škole. V letech 1968 až 1973 byl členem skupiny Blood, Sweat & Tears, s níž nahrál pět studiových alb. Dále hrál například s Machitem, Carlou Bley, Titem Puentem, Maynardem Fergusonem a Gilem Evansem, ale také s Frankem Sinatrou, Sinéad O'Connor a Joss Stone. Sólově debutoval v roce 1985 albem Hanalei Bay, na kterém hráli mimo jiné Gil Evans a Pete Levin. Později vydal řadu dalších alb, včetně nové verze alba Sketches of Spain (původně spolupráce Milese Davise a Gila Evanse z roku 1960).
Zemřel v Brooklynu na infarkt myokardu ve věku 71 let.